# Tramwaje w Oslo
Tramwaje w Oslo – system tramwajowy działający w Oslo. System podzielony jest pomiędzy dwie firmy: Oslotrikken AS która sprawuje pieczę nad siecią tramwajową i 72 tramwajami, a także do firmy Kollektivtransportproduksjon AS która zajmuje się utrzymaniem tramwajów i całej infrastruktury. Tramwaje w Oslo są również nazywane „niebieskimi tramwajami” (blåtrikk) i „szybkimi tramwajami” (bytrikken) częściowo dlatego żeby je odróżnić od sieci metra w Oslo, które jest w zachodniej części miasta także nazywane tramwajem (trikk).
Tramwaje przewożą około 40 mln pasażerów rocznie.

## Linie
Sieć tramwajowa składa się obecnie z sześciu linii.
| Linia          | Trasa |
| -------------- | --- |
| 11 (zielona)   | pierwszy przebieg trasy: Majorstuen ↔ Bogstadveien ↔ Hegdehaugsveien ↔ Parkveien ↔ Welhavens gate ↔ Tullins gate ↔ Holbergs Plass ↔ Kristian Augusts gate ↔ Pilestredet ↔ Kristian Augusts gate ↔ Grensen ↔ Kirkeristen ↔ Biskop Gunnerus’ gate ↔ Nygata ↔ Storgata ↔ Nybrua ↔ Thorvald Meyers gate ↔ Schleppegrells gate ↔ Toftes-gate ↔ Vogts-gate ↔ Sandakerveien ↔ Grefsenveien ↔ Kjelsås drugi przebieg trasy w dni robocze i soboty: Majorstuen ↔ Bogstadveien ↔ Hegdehaugsveien ↔ Parkveien ↔ Welhavens gate ↔ Tullingsgate ↔ Holbergs Plass ↔ Kristian Augusts gate ↔ Pilestredet ↔ Kristian IVs gate ↔ Grensen ↔ Kirkeristen ↔ Biskop Gunnerus’ gate ↔ Nygata ↔ Storgata ↔ Nybrua ↔ Thorvald Meyers gate ↔ Schleppegrells gate ↔ Toftes-gate ↔ Vogts-gate ↔ Sandakerveien ↔ Grefsenveien ↔ Disen Powrót ... ↔ Holbergs Plass ↔ Holbergs gate ↔ Pilestredet ↔ Parkveien ↔ ...                                                                                  |
| 12 (fioletowa) | Majorstuen ↔ Frogner Plass ↔ Frognerveien ↔ Henrik Ibsens gate ↔ Cort Adelers gate ↔ Dokkveien ↔ Rådhusgata ↔ Akersgata ↔ Tollbugata ↔ Strandgata ↔ Jernbanetorget ↔ Nygata ↔ Storgata ↔ Nybrua ↔ Thorvald Meyers gate ↔ Schleppegrells gate ↔ Toftes-gate ↔ Vogts-gate ↔ Sandakerveien ↔ Grefsenveien ↔ Grefsenveien ↔ Kjelsås Powrót: ... ↔ Jernbanetorget ↔ Fred Olsens gate ↔ Prinsens gate ↔ Akersgata ↔ ... |
| 13 (zielona)   | pierwszy przebieg trasy: Bekkestua ↔ Jar ↔ Vestveien ↔ Sponhoggveien ↔ Jonas Dahls Vei ↔ Bestumveien ↔ St. Edmunds vei ↔ Drammensveien ↔ Henrik Ibsens gate ↔ Stortingsgata ↔ Nedre Vollgate ↔ Tollbugata ↔ Strandgata ↔ Nygata ↔ Storgata ↔ Jernbanetorget ↔ Nybrua ↔ Thorvald Meyers gate ↔ Schleppegrells gate ↔ Toftes-gate ↔ Vogts-gate ↔ Sandakerveien ↔ Grefsenveien ↔ Storoveien ↔ Grefsen Stasjon drugi przebieg trasy: Lilleaker ↔ Jonas Dahls Vei ↔ Bestumveien ↔ St. Edmunds vei ↔ Drammensveien ↔ Henrik Ibsens gate ↔ Stortingsgata ↔ Nedre Vollgate ↔ Tollbugata ↔ Strandgata ↔ Nygata ↔ Storgata ↔ Jernbanetorget ↔ Nybrua ↔ Thorvald Meyers gate ↔ Schleppegrells gate ↔ Toftes-gate ↔ Vogts-gate ↔ Sandakerveien ↔ Grefsenveien ↔ Storoveien ↔ Grefsen Stasjon Powrót: ... ↔ Jernbanetorget ↔ Fred Olsens gate ↔ Prinsens gate ↔ ... |
| 17 (czerwona)  | Rikshospitalet ↔ Klaus Torgårds vei ↔ Gaustadalléen ↔ Problemveien ↔ Niels Henrik Abels vei ↔ John Collets Plass Sognsveien ↔ Thereses gate ↔ Pilestredet ↔ Parkveien ↔ Welhavens gate ↔ Tullingsgate ↔ Kristian Augusts gate ↔ Pilestredet ↔ Kristian IVs gate ↔ Grensen ↔ Kirkeristen ↔ Biskop Gunnerus’ gate ↔ Nygata ↔ Storgata ↔ Trondheimsveien ↔ Storoveien ↔ Grefsen Stasjon Powrót: ... ↔ Holbergs gate ↔ Pilestredet ... |
| 18 (żółta)     | pierwszy przebieg trasy: Rikshospitalet ↔ Klaus Torgårds vei ↔ Gaustadalléen ↔ Problemveien ↔ Niels Henrik Abels vei ↔ John Collets Plass Sognsveien ↔ Thereses gate ↔ Pilestredet ↔ Parkveien ↔ Welhavens gate ↔ Tullingsgate ↔ Holbergs Plass ↔ Kristian Augusts gate ↔ Pilestredet ↔ Kristian IVs gate ↔ Grensen ↔ Kirkeristen ↔ Biskop Gunnerus’ gate ↔ Schweigaardsgate ↔ Oslogate ↔ Kongsveien ↔ Heiasvingen ↔ Ekebergbanen ↔ Seterveien ↔ Ekebergbanen ↔ Ljabru drugi przebieg trasy w dni robocze i soboty: Rikshospitalet ↔ Klaus Torgårds vei ↔ Gaustadalléen ↔ Problemveien ↔ Niels Henrik Abels vei ↔ John Collets Plass Sognsveien ↔ Thereses gate ↔ Pilestredet ↔ Parkveien ↔ Welhavens gate ↔ Tullingsgate ↔ Holbergs Plass ↔ Kristian Augusts gate ↔ Pilestredet ↔ Kristian IVs gate ↔ Grensen ↔ Kirkeristen ↔ Biskop Gunnerus’ gate ↔ Schweigaardsgate ↔ Oslogate ↔ Kongsveien ↔ Heiasvingen ↔ Holtet Powrót: ... ↔ Holbergs gate ↔ Pilestredet ↔ ... |
| 19 (żółta)     | Majorstuen ↔ Bogstadveien ↔ Holtegata ↔ Briskebyveien ↔ Riddervolds gate ↔ Inkongnitogata ↔ Henrik Ibsens gate ↔ Stortingsgata ↔ Nedre Vollgate ↔ Tollbugata ↔ Strandgata ↔ Jernbanetorget ↔ Biskop Gunnerus’ gate ↔ Schweigaardsgate ↔ Oslogate ↔ Kongsveien ↔ Heiasvingen ↔ Ekebergbanen ↔ Seterveien ↔ Ekebergbanen ↔ Ljabru Powrót: ... ↔ Jernbanetorget ↔ Fred Olsens gate ↔ Prinsens gate ↔ ... |

Mapa sieci tramwajowej

Tramwaje na każdej linii kursują zwykle co 10 minut, z wyjątkiem wieczorów i weekendów, kiedy kursują co 20 minut.

## Historia

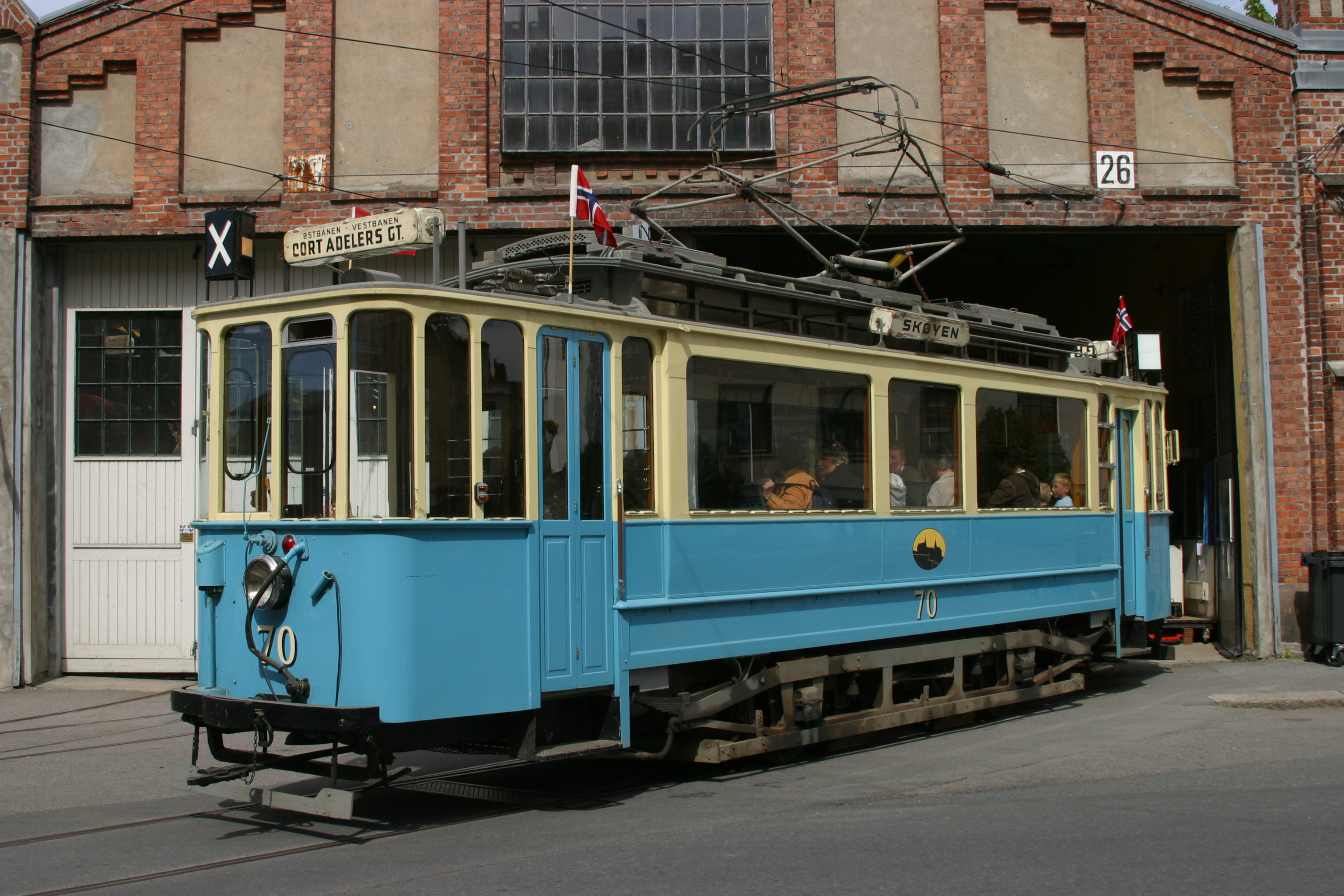
Stary wagon tramwajowy nr 70 zbudowany w 1913 roku przez firmę Falkenried dla Kristiania Sporveisselskap, zdjęcie Tronda Strandberga

W 1868 inżynier Jens Theodor Paludan Vogt zaprezentował plany budowy linii tramwaju konnego w Christianii, lecz zostały one odrzucone, gdyż zakładano, że będzie to przeszkodą dla normalnego ruchu na wąskich uliczkach. Kapitan marynarki H. Muller miał również plany uruchomienia komunikacji tramwajowej z wykorzystaniem tramwajów parowych, ponieważ ulice były zbyt strome dla tramwajów konnych. Propozycje tych nie zrealizowano, lecz doprowadziły one w kolejnych latach do dyskusji nad uruchomieniem sieci tramwajowej. W roku 1874 argumenty skłoniły władze do wydania zezwolenia na budowę linii tramwajowej i w ten sposób 2 października 1874 założono Christiania Sporveisselskab, które rozpoczęło działalność w dniu 6 października 1875. Pierwsze linie tramwajów konnych zbudowano na trasie od Stortorvert do Homansbyen, Vestbanen i Gamlebyen jak wówczas nazywano Oslo.
W 1894 rozpoczęło swoją działalność Kristiania Elektriske Sporvei (niebieskie tramwaje) razem z otwarciem pierwszej zelektryfikowanej linii tramwajowej w Skandynawii, Briskebylinjen, której trasa wiodła od Jernbanetorget przez Briskeby do Majorstuen z odgałęzieniem linii do Skarpsno. W 1899 rozszerzono sieć elektrycznych tramwajów od Akersgata do Sagene i Rodeløkka, następnie od ulicy Tollbugata do Vippetangen (zielone tramwaje). W 1899 wprowadzono numerację linii, a w 1924 władze miasta Krystianii wykupiły firmy zajmujące się komunikacją tramwajową: Kristiania Elektriske Sporvei (niebieskie tramwaje) i Kristiania Sporveisselskab (zielone tramwaje) i utworzyły z nich jedną firmę AS Christiania Sporveier. W wyniku zmiany nazwy miasta z Krystiania na Oslo w 1925 roku przedsiębiorstwo zmieniło nazwę na AS Oslo Sporveier. W 1939 powstała m.in. linia do Sinsen.
W 1960 roku rada miejska wydała decyzję o stopniowej likwidacji sieci tramwajowej i kilka linii tramwajowych zostało zastąpionych liniami autobusowymi, a od roku 1964 przez linie metra. W 1977 roku rada miasta postanowiła nie likwidować komunikacji tramwajowej. Trasa szybkiego tramwaju Vikalinje przebiegająca wzdłuż zatoki obok Aker Brygge została otwarta w 1995 roku. W 1999 przedłużono trasę szybkiego tramwaju Ulevåll Hageby linje do Rikshospitalet, a 20 sierpnia 2007 trasę szybkiego tramwaju Lilleakerbanen przedłużono od stacji Jar do stacji Bekkestua. To jest trochę specyficzne, bo otwarto linię tramwajową na tej samej trasie w 1924. Przedłużenie linii było wynikiem umowy pomiędzy okręgiem Akershus i Oslo Sporveier. 16 lutego 2009 zamknięto odcinek Jar – Bekkestua
na okres dwóch lat, na czas modernizacji linii Kolsåsbanen. Wspomniany odcinek linii został otwarty ponownie, lecz tramwaje nie zatrzymują się na przystankach Egne hjem, Ringstabekk i Tjernsrud, kursując bez zatrzymania od Jar do Bekkestua po tej samej trasie co pociągi metra.

## Spis pętli (końcówek) tramwajowych na obszarze Oslo

### Pętle (końcówki) używane liniowo
- Bekkestua – linia: 13
- Disen – linie: 11 (wybrane kursy)
- Grefsen – linie: 18, 17

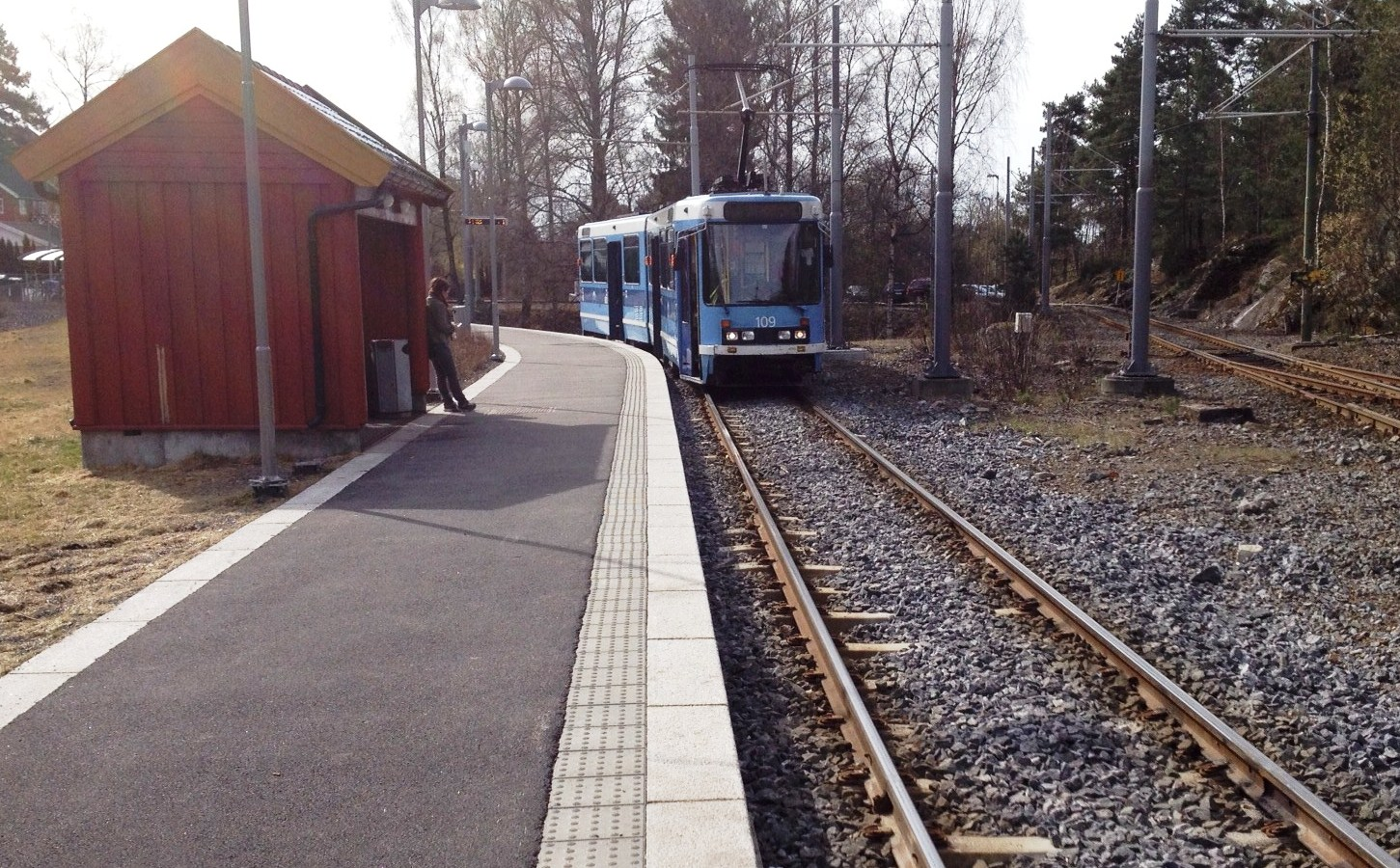
Ljabru

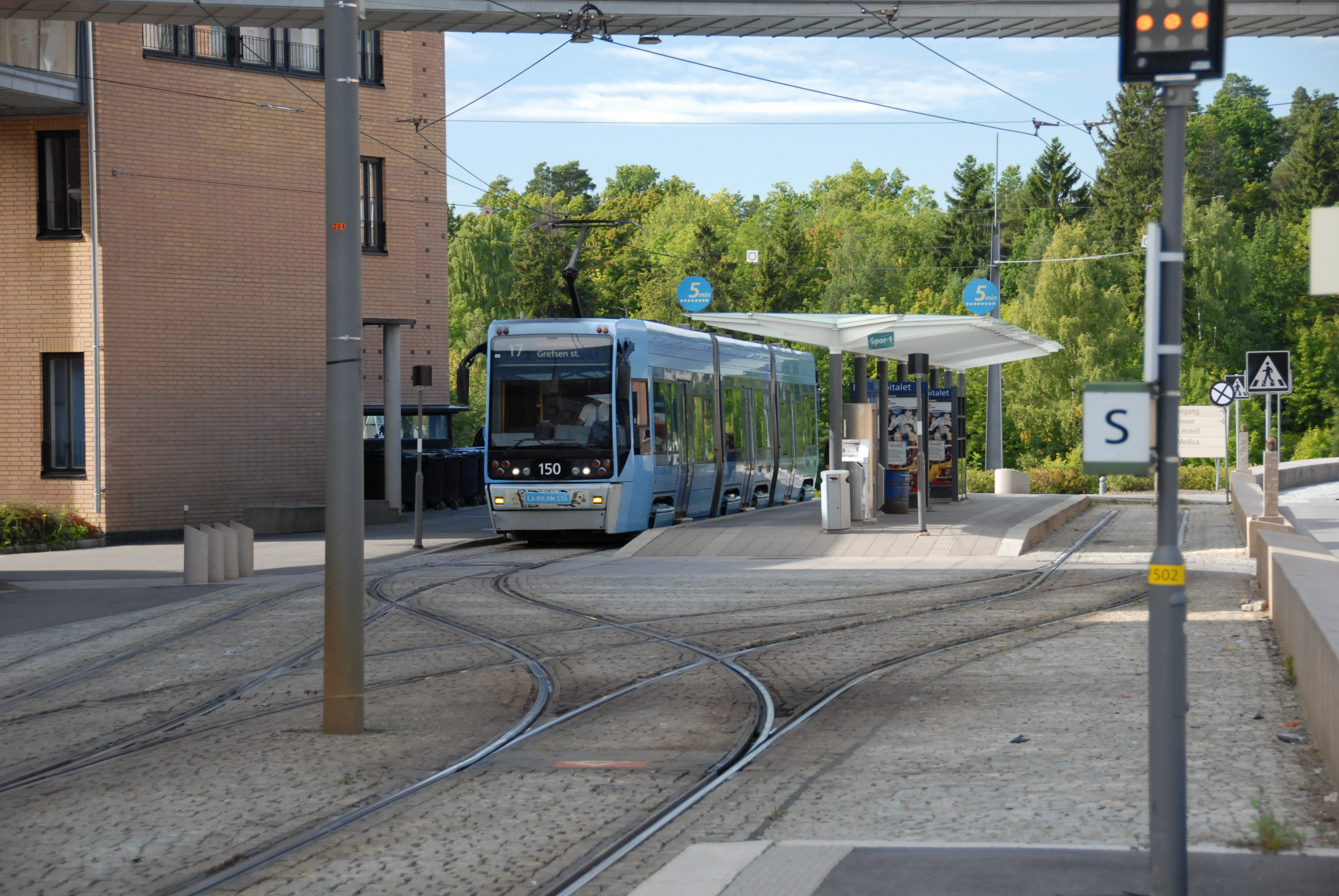
Rikshospitalet

- Holtet (zajezdnia) – linie:18 (wybrane kursy)
- Kjelsås – linie: 11, 12, 19
- Lilleaker – linie: 13 (wybrane kursy)
- Ljabru – linie: 13, 19
- Rikshospitalet linie: 17, 18

### Pętle uliczne używane liniowo
- Majorstuen – linie: 11, 12, 19

### Pętle używane okazyjnie
- Adamstuen
- Bråten
- Høyskolesenteret
- Tinghuset
- Welhavens gate

### Pętle (końcówki) zlikwidowane
- pętla Bjølsen, Lisa Kristofferssens plass
- pętla Dælenenggata (kwartał ulic: Dælenenggata, Fagerheimgata, Marstrandgata i Københavngata)
- pętla Frogner (na Frogner plass)
- pętla Gamlebyen
- pętla Homansbyen

- pętla Jar
- pętla Jernbanetorget
- końcówka Kampen
- pętla Oppsal

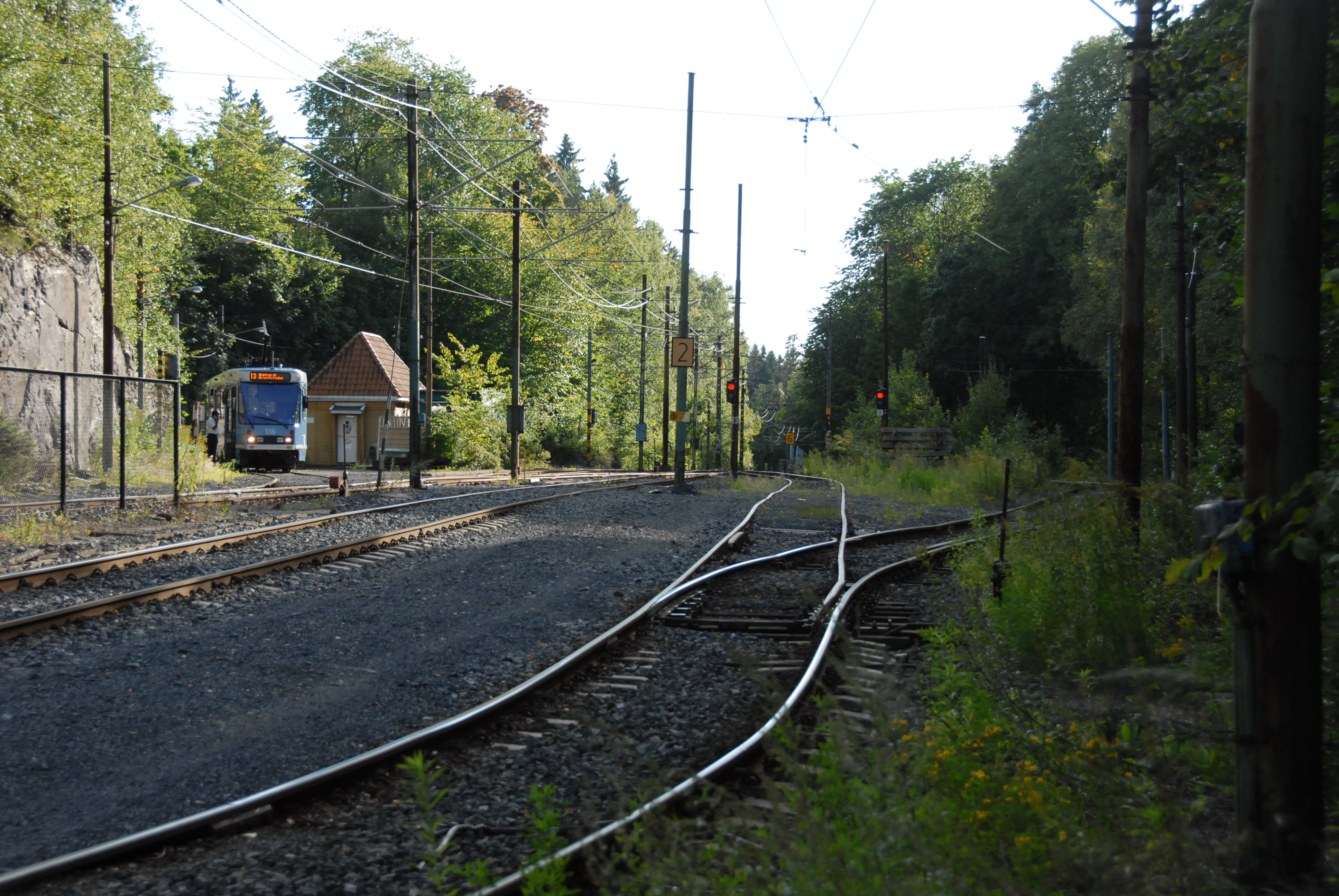
Jar

- pętla Sagene (dwuwylotowa – Arendalsgata i Calmeyersveien)
- pętla Sinsen
- końcówka Sæter (po wydłużeniu linii do Ljabru)
- pętla Vippetangen
- pętla Vognmann gata
- pętla Vålerenga (dla tramwajów miejskich)
- pętla Vålerenga (dla tramwajów podmiejskich do Oppsal)

## Spis pętli (końcówek) tramwajowych poza obszarem Oslo

### Pętle zamknięte
- Kolsås

## Tabor

### Obecny tabor
Tabor tramwajowy w Oslo liczy siedemdziesiąt dwa tramwaje.
- Czterdzieści egzemplarzy sześcioosiowych tramwajów typu SL79 o numerach od 101 do 140. Wagony te są jednokierunkowe i mają tylko jeden przegub. Zostały dostarczone w dwóch partiach, pierwsza partia dwudziestu pięciu tramwajów została dostarczona w roku 1982, natomiast drugą partię, piętnastu tramwajów dostarczono w roku 1989. Obie partie są dosyć podobne, lecz różnią się wnętrzem a tylne drzwi w drugiej partii SL79 są podwójne. Pierwsze dziesięć tramwajów zostało wyprodukowanych przez niemiecką firmę Duewag, pozostałe zbudowane zostały przez firmę ABB w położonym na wschód od Oslo, Strømmen. Tramwaje mają 22,18 metrów długości, 2,50 metra szerokości i ważą 32,8 tony. Tramwaje te mogą przewieźć 163 pasażerów, w tym 71 na miejscach siedzących.
- Trzydzieści dwie sztuki ośmioosiowych tramwajów typu SL95 z numerami bocznymi od 141 do 172 dostarczono w latach 1998–2006. Te tramwaje są dwuprzegubowe i częściowo niskopodłogowe oraz dwukierunkowe – posiadają kabiny dla motorniczych na obydwu końcach i drzwi wejściowe po obu stronach. Dlatego mogą one kursować po trasie szybkiego tramwaju Ullevåll Hageby linje do Rikshospitalet, gdzie nie ma pętli do nawracania. Jednak ze względu na duży promień skrętu i zbyt dużą masę tramwaje te nie mogą dojeżdżać do Majorstuen, gdzie na torach są zbyt ostre zakręty. Wagony SL95 zostały dostarczone przez włoską firmę Ansaldo/Firema(inne języki), obecnie znaną pod nazwą Ansaldo. SL95 mają 33,12 metrów długości, 2,6 metrów szerokości i 3,62 metrów wysokości, a ich waga to 64,98 ton.

Istnieją również stare wagony tramwajowe które są wykorzystywane na specjalne okazje. Wagon tramwajowy o nr bocznym 70 bez wagonu doczepnego nr 647 obsługuje linie turystyczną w sezonie letnim, w niedziele. Tramwaj ten został zbudowany przez firmę Falkenried w Hamburgu w Niemczech w roku 1913 dla Grønntrikken (zielonych tramwajów). Pozostał w ruchu liniowym do roku 1968, później był eksploatowany jako wagon techniczny. Na jubileusz stulecia w roku 1994 tramwaj nr 70 został przywrócony do ruchu liniowego elektrycznych w Oslo. Przyczepa nr 647 razem z klasycznymi otwartymi platformami jest repliką starej przyczepy.

## Galeria

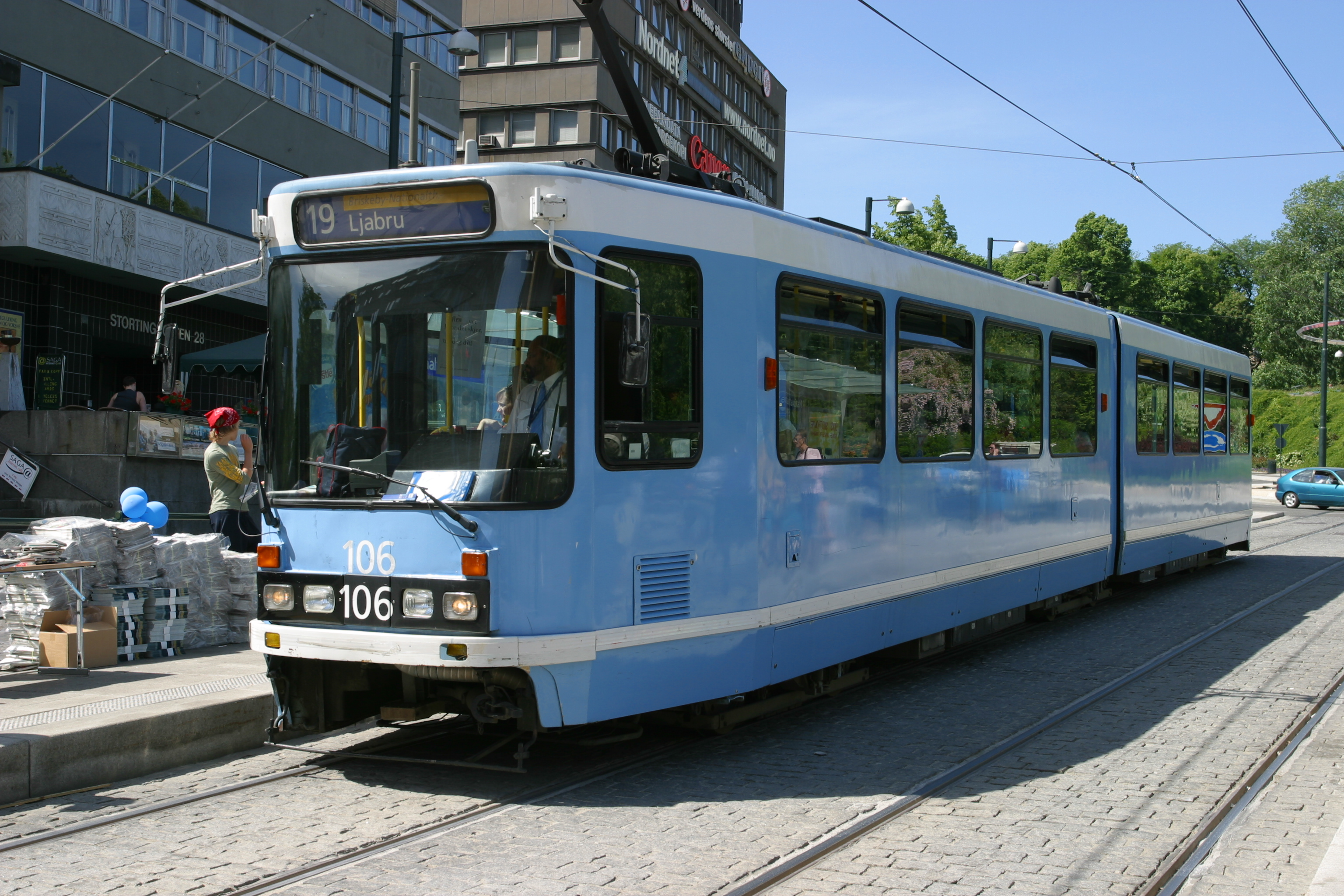
Tramwaj typu SL79-I o numerze bocznym 106
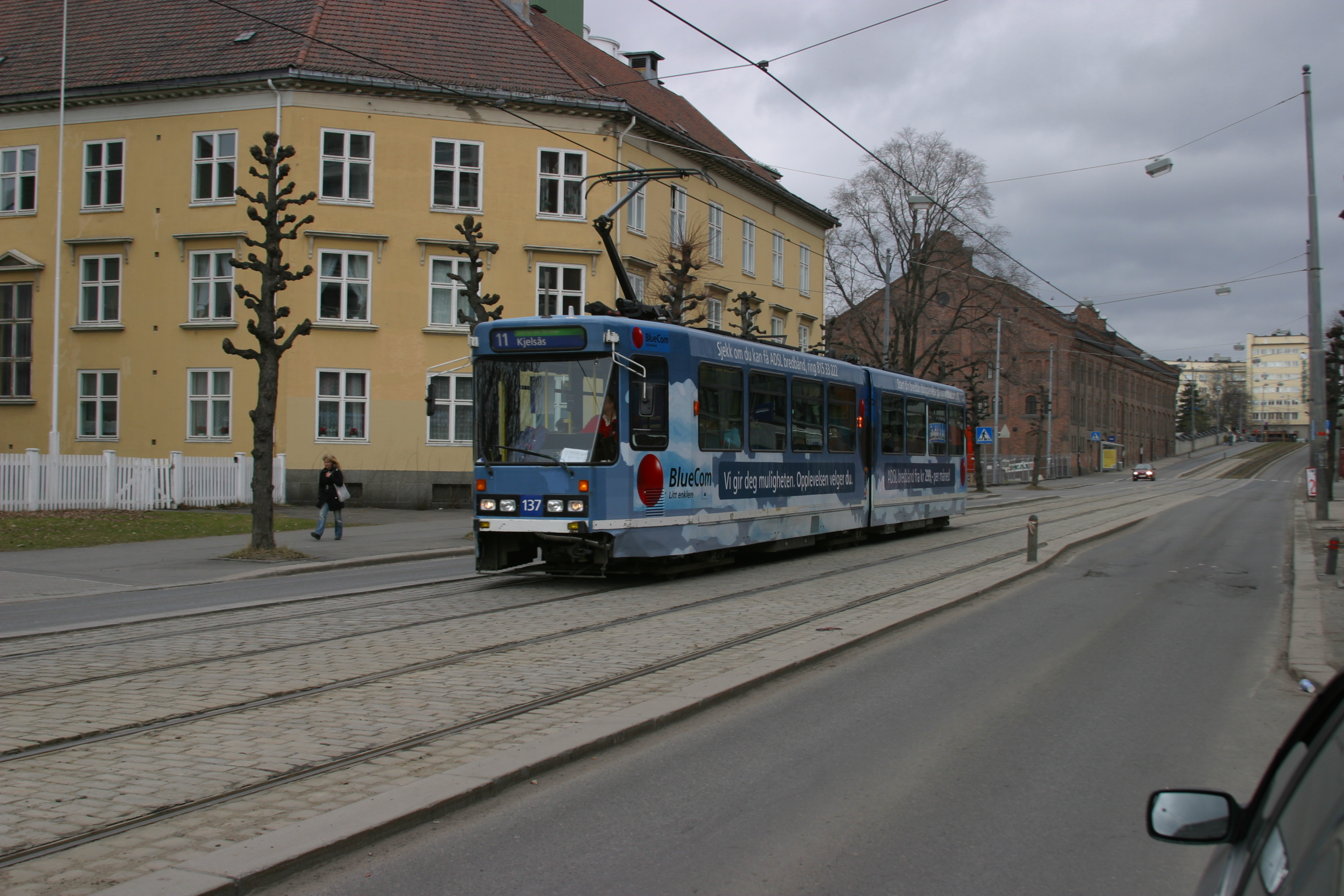
Tramwaj typu SL79-II o numerze bocznym 137
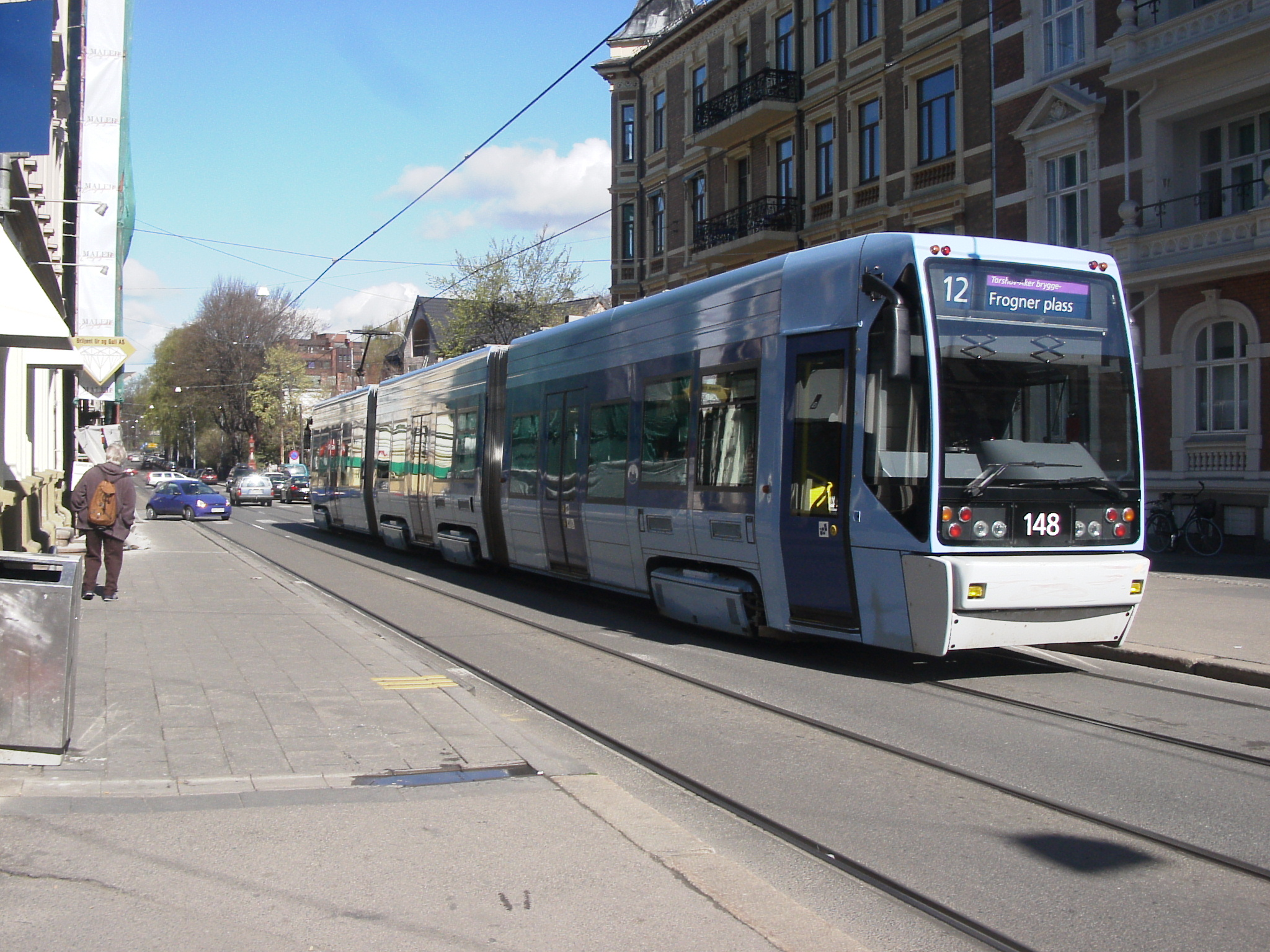
Tramwaje typu SL95 obsługują linię nr 12 na czas remontu torowiska tramwajowego pomiędzy Frogner Plass a Majorstuen. Zazwyczaj linia nr 12 jest obsługiwana przez SL79.
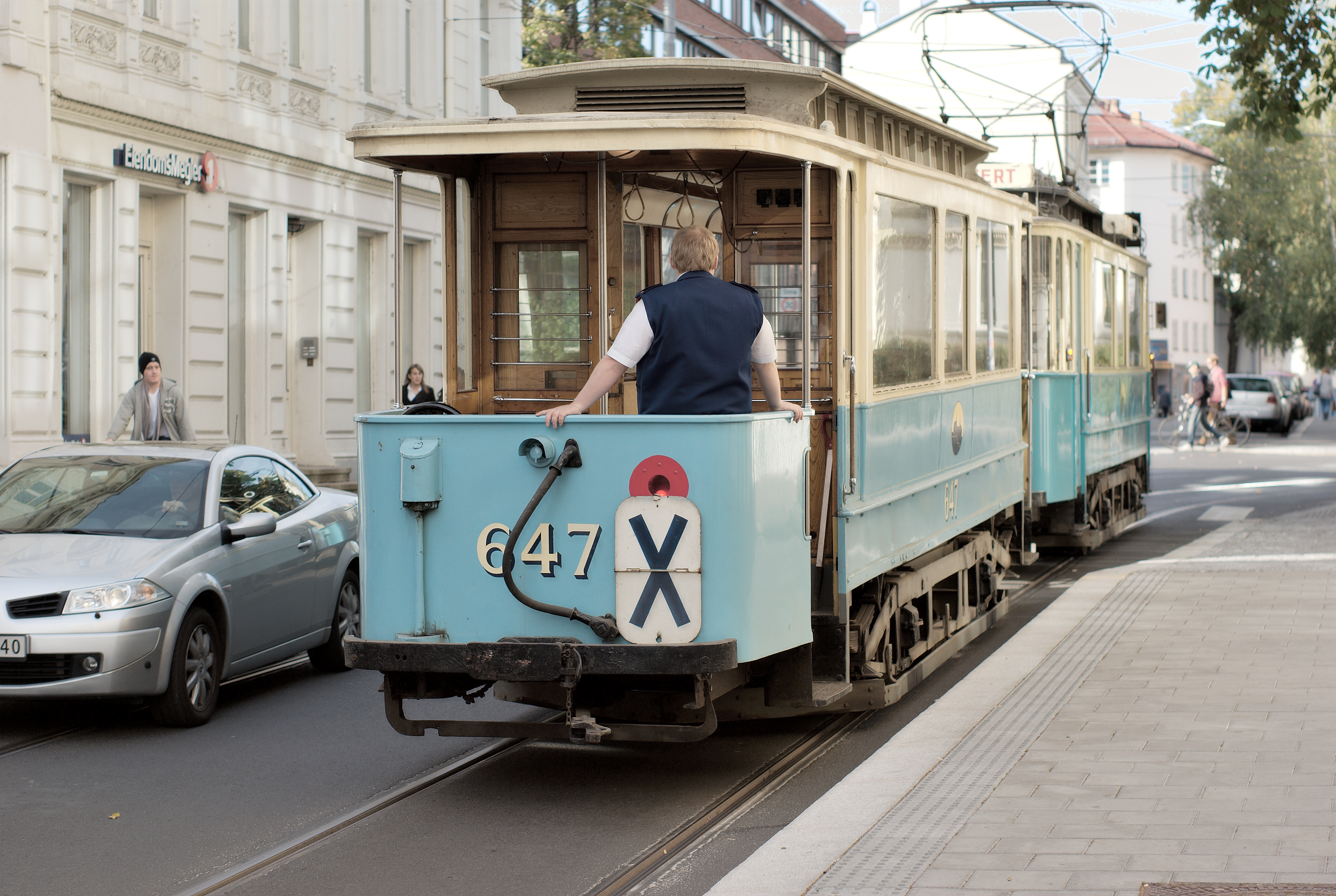
Tramwaj nr 70 w Oslo w dzielnicy Briskeby

## Zajezdnie (Vognhall)

### Zlikwidowane
- Holmenkollen – otwarta przez spółkę A/S Holmenkolbanen przy stacji Holmenkollen, obecnie: Besserud. Wówczas przy tej stacji kończyła się linia. Zlikwidowana po rozbudowie bazy Majorstua.
- Homansbyen przy ulicy Sporveisgata 8, przy trasie linii Ullevål-Hageby, została otwarta w roku 1875 i zamknięta w roku 1966.
- Rodeløkka – otwarta w roku 1899 przez A/S Kristiania Kommunale Sporveie. Zamknięta w 1905 r. po przejęciu spółki KKS przez Kristiania Sporveisselskab.
- Slemdal – zbudowana przez A/S Holmenkolbanen niewielka zajezdnia. Zlikwidowana po rozbudowie bazy Majorstua.
- Vålerenga (Etterstad) – otwarta w roku 1922 przy Hedemarksgaten przez spółkę A/S Kristiania Sporveisselskab. Miała piętnaście torów w halach i cztery obok nich. W latach 1923–1924 i 1927-1929 stacjonowały w niej również autobusy. Została zamknięta 24 czerwca 1968 r., a do 1969 służyła jako złomowisko, gdzie skasowano ok. 300 wagonów. W 1987. została zburzona, a na jej terenie powstała niska zabudowa mieszkaniowa.

### Nieczynne

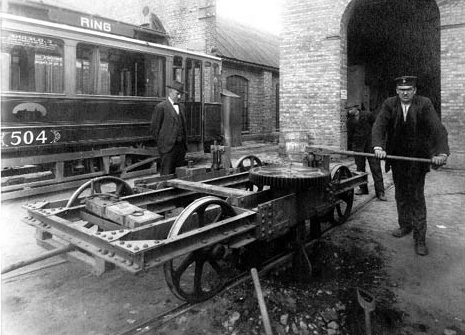
Prace konserwacyjne w zajezdni Sagene w roku 1920, zdjęcie Edvina Bauthlera

- Grünerløkka – zajezdnia tramwajów konnych otwarta przez A/S Kristiania Sporveisselskab w roku 1880 przy Thorvald Meyers gate 49. Po zelektryfikowaniu w 1899 trasy łączącej centrum miasta z osiedlem Grünerløkka bazę zamknięto, a w zamian otwarto nową na Torshov. Stary budynek sprzedano ponieważ był za mały dla wagonów elektrycznych a istnieje do dziś.
- Kjelsås – w 1937 r. zaczęto dostarczać do spółki A/S Oslo Sporveier nowe wagony zwane „Gullfisk” („Złota Rybka”). W tym okresie zbudowano wewnątrz pętli Kjelsås dwutorową, czterostanowiskową zajezdnię specjalnie dla nich. Została zamknięta w 1957 r. po otwarciu nowej bazy na Grefsen. Budynek istnieje do dziś.
- Sagene – otwarta w roku 1899 przez A/S Kristiania Kommunale Sporveie, zamknięta w roku 1993. Miała dwie bliźniacze hale po sześć torów. Budynki stoją do dziś.
- Torshov – znajdowała się przy trasie linii Grünerlokka – Torshov, przy Torshovgata. Została otwarta w roku 1899, zamknięta w roku 1977. Miała cztery tory w hali i jeden obok niej. W budynku znajduje się obecnie restauracja. W bruku przed nią zachowano oryginalny układ torowy.

### Istniejące
- Avløs – otwarta w roku 1925 dla wagonów tramwaju podmiejskiego (później metra) przez spółkę A/S Bærumsbanen.
- Frognerseteren – zbudowana w 1939 r. przez A/S Holmenkolbanen dla jednego wagonu – pługa odśnieżnego.
- Grefsen – otwarta w roku 1957, mieszczą się także tutaj warsztaty tramwajowe i siedziba firmy Oslo Sporvognsdrift
- Holtet – otwarta w roku 1912, znajduje się tu też siedziba firmy technicznej InfraPartner która zajmuje się utrzymywaniem torów tramwajowych i metra, a także mały biurowiec firmy Oslo Sporvognsdrift
- Majorstua – otwarta w 1894 r. pierwsza i jedyna zajezdnia A/S Kristiania Elektriske Sporvei. Składała się z pięciu hal: sześciotorwej z wjazdem od Hårfagres gate, po jej południowej stronie biegły dwa tory odstawcze; dwóch czterotorowych z wjazdami od Slemdalsveien oraz czterotorowej i sześciotorowej z wjazdami od Gardeveien. Do 1957 r., to jest do czasu wybudowania bazy Grefsen, była to największa zajezdnia w Oslo. W 1967 r. została wyłączona z użytku. Pierwszy z wymienionych budynków istnieje nadal pod nazwą Vognhall V, mieści się w nim Muzeum Tramwajów w Oslo (Sporveismuseet) prowadzone przez Lokaltrafikkhistorisk Forening (LTF, Towarzystwo Historii Transportu Lokalnego). Pozostałe hale zostały zburzone w latach 1983–1984.
- Majorstua – otwarta przez A/S Holmenkolbanen po południowej stronie ulicy Slemdalsveien dla wagonów tramwaju podmiejskiego (później metra).
- Ryen – otwarta w 1964 r. dla wagonów metra. Od kwietnia 1998 r. stacjonuje w niej również część autobusów.